# Cantonul Cluny
Cantonul Cluny este un canton din arondismentul Mâcon, departamentul Saône-et-Loire, regiunea Burgundia, Franța.

## Comune
- Bergesserin
- Berzé-le-Châtel
- Blanot
- Bray
- Buffières
- Château
- Chérizet
- Cluny (reședință)
- Cortambert
- Curtil-sous-Buffières
- Donzy-le-National
- Donzy-le-Pertuis
- Flagy
- Jalogny
- Lournand
- Massilly
- Massy
- Mazille
- Saint-André-le-Désert
- Sainte-Cécile
- Saint-Vincent-des-Prés
- Salornay-sur-Guye
- La Vineuse
- Vitry-lès-Cluny